# UCI Europe Tour 2009
Dit is een overzichtspagina met klassementen, ploegen en de winnaars van de belangrijkste UCI Europe Tour wedstrijden in 2009.

## Uitslagen
(*): De oorspronkelijke winnaar Nuno Ribeiro werd na afloop van de Ronde van Portugal betrapt op het gebruik van doping. Ook zijn ploegmaats Isidro Nozal en Héctor Guerra Garcia, winnaar van de tiende etappe, liepen tegen de lamp. De eindwinst ging hierdoor naar David Blanco die op die manier zichzelf opvolgt als winnaar.